# Daedalic Entertainment
Daedalic Entertainment je německý vydavatel a vývojář videoher se sídlem v Hamburku. Firma byla založena 1. března 2007 a od roku 2022 patří francouzskému Naconu. Mezi nejznámější tituly patří The Whispered World, Edna & Harvey: The Breakout a Deponia.

## Historie
Daedalic Entertainment založili 1. března 2007 Carsten Fichtelmann a Jan Müller-Michaelis. Před založením společnosti Daedalic působil Fichtelmann jako marketingový ředitel německého vydavatelství DTP Entertainment.
Krátce poté vznikla adventura 1½ Knights – In Search of the Ravishing Princess Herzelinde, pojmenovaná podle stejnojmenného filmu. Dne 28. srpna 2009 následovala adventura The Whispered World a 8. října 2010 byl vydán titul A New Beginning, který se zaměřuje na klimatické změny. V roce 2011 vyšlo pokračování hry Edna & Harvey: Harvey's New Eyes.
V květnu 2014 získalo německé vydavatelství Bastei Lübbe většinový 51% podíl ve společnosti Daedalic Entertainment. V červenci následujícího roku společnost Daedalic Entertainment založila dceřiné studio Daedalic Entertainment Studio West, které sídlí v Düsseldorfu.
V listopadu 2016 bylo propuštěno dvanáct ze zhruba 150 zaměstnanců, především z produkčního a marketingového oddělení. V únoru 2018 bylo založeno druhé studio pod názvem Daedalic Entertainment Bavaria. V srpnu 2018 se společnost Bastei Lübbe potýkala s vážnými finančními problémy a začala uvažovat o prodeji svého 51% podílu ve společnosti Daedalic Entertainment. Na začátku roku 2021 byla obě studia společnosti Daedalic Entertainment zrušena.
V únoru 2022 byl francouzským vydavatelem Nacon oznámen záměr odkoupit společnost Daedalic Entertainment za 53 milionů eur. Akvizice byla dokončena v dubnu téhož roku.
V červnu 2023 společnost Daedalic uzavřela svou vývojovou divizi, což se dotklo 25 z více než 90 zaměstnanců. Rozhodnutí k uzavření divize přišlo po špatném přijetí a nízkých tržbách hry The Lord of the Rings: Gollum.

## Tituly

### Vyvinuté tituly
| Rok  | Název                                                       | Platformy                                                                                   | Vydavatel                                                                 |
| ---- | ----------------------------------------------------------- | ------------------------------------------------------------------------------------------- | ------------------------------------------------------------------------- |
| 2008 | Edna & Harvey: The Breakout                                 | Amazon Luna, Linux, macOS, Microsoft Windows, Nintendo Switch, PlayStation 4, Xbox One      | Application Systems Heidelberg, Daedalic Entertainment, Lace Mamba Global |
| 2008 | 1½ Knights – In Search of the Ravishing Princess Herzelinde | Microsoft Windows                                                                           | Warner Bros. Games                                                        |
| 2009 | The Whispered World                                         | iOS, Linux, macOS, Microsoft Windows                                                        | Daedalic Entertainment, Deep Silver, Lace Mamba Global, Viva Media        |
| 2009 | The Tudors                                                  | macOS, Microsoft Windows                                                                    | Merscom                                                                   |
| 2010 | Wolfgang Hohlbein's The Inquisitor                          | Microsoft Windows                                                                           | Prime Games                                                               |
| 2010 | Immortal Lovers                                             | Microsoft Windows                                                                           | Prime Games                                                               |
| 2010 | The Chronicles of Shakespeare: Romeo & Juliet               | macOS, Microsoft Windows                                                                    | Daedalic Entertainment                                                    |
| 2010 | A New Beginning                                             | Microsoft Windows                                                                           | Daedalic Entertainment, Lace Mamba Global                                 |
| 2011 | Edna & Harvey: Harvey's New Eyes                            | iOS, Linux, macOS, Microsoft Windows, Nintendo Switch, PlayStation 4, Xbox One              | Daedalic Entertainment                                                    |
| 2011 | The Chronicles of Shakespeare: A Midsummer Night's Dream    | macOS, Microsoft Windows                                                                    | Daedalic Entertainment                                                    |
| 2011 | Borgia                                                      | macOS, Microsoft Windows                                                                    | Daedalic Entertainment                                                    |
| 2012 | Deponia                                                     | iOS, Linux, macOS, Microsoft Windows, Nintendo Switch, PlayStation 4, Xbox One              | Daedalic Entertainment, Lace Mamba Global                                 |
| 2012 | The Dark Eye: Chains of Satinav                             | macOS, Microsoft Windows, Nintendo Switch, PlayStation 4, Xbox One, Xbox Series X/S         | Daedalic Entertainment, Deep Silver                                       |
| 2012 | Chaos on Deponia                                            | Linux, macOS, Microsoft Windows, Nintendo Switch, PlayStation 4, Xbox One                   | Daedalic Entertainment                                                    |
| 2012 | A New Beginning: Final Cut                                  | iOS, macOS, Microsoft Windows                                                               | Daedalic Entertainment                                                    |
| 2013 | The Night of the Rabbit                                     | macOS, Microsoft Windows                                                                    | Daedalic Entertainment                                                    |
| 2013 | Memoria                                                     | macOS, Microsoft Windows, Nintendo Switch, PlayStation 4, Xbox One                          | Daedalic Entertainment                                                    |
| 2013 | Goodbye Deponia                                             | Linux, macOS, Microsoft Windows, Nintendo Switch, PlayStation 4, Xbox One                   | Daedalic Entertainment                                                    |
| 2014 | Blackguards                                                 | macOS, Microsoft Windows                                                                    | Daedalic Entertainment, Kalypso Media                                     |
| 2014 | 1954 Alcatraz                                               | Microsoft Windows                                                                           | Daedalic Entertainment                                                    |
| 2014 | Deponia: The Puzzle                                         | Android, iOS, Microsoft Windows                                                             | Daedalic Entertainment                                                    |
| 2014 | Edna & Harvey: The Puzzle                                   | Android, iOS, Microsoft Windows                                                             | Daedalic Entertainment                                                    |
| 2014 | Deponia: The Complete Journey                               | Linux, macOS, Microsoft Windows                                                             | Daedalic Entertainment                                                    |
| 2015 | Blackguards 2                                               | macOS, Microsoft Windows, PlayStation 4, Xbox One                                           | Daedalic Entertainment                                                    |
| 2015 | Fire                                                        | iOS, Linux, Microsoft Windows, macOS, Nintendo Switch, Wii U                                | Daedalic Entertainment                                                    |
| 2015 | Anna's Quest                                                | Linux, Microsoft Windows, macOS, Nintendo Switch, PlayStation 4, Xbox One                   | Daedalic Entertainment                                                    |
| 2016 | Deponia Doomsday                                            | Linux, Microsoft Windows, macOS, Nintendo Switch, PlayStation 4, Xbox One                   | Daedalic Entertainment                                                    |
| 2016 | Silence                                                     | Linux, Microsoft Windows, macOS, Nintendo Switch, PlayStation 4, Xbox One                   | Daedalic Entertainment                                                    |
| 2017 | The Long Journey Home                                       | macOS, Microsoft Windows, Nintendo Switch, PlayStation 4, Xbox One                          | Daedalic Entertainment                                                    |
| 2017 | Ken Follett’s The Pillars of the Earth                      | iOS, Linux, macOS, Microsoft Windows, PlayStation 4, Xbox One                               | Daedalic Entertainment                                                    |
| 2018 | State of Mind                                               | Linux, Microsoft Windows, macOS, Nintendo Switch, PlayStation 4, Xbox One                   | Daedalic Entertainment                                                    |
| 2020 | A Year of Rain                                              | Microsoft Windows                                                                           | Daedalic Entertainment                                                    |
| 2023 | The Lord of the Rings: Gollum                               | Microsoft Windows, Nintendo Switch, PlayStation 4, PlayStation 5, Xbox One, Xbox Series X/S | Daedalic Entertainment, Nacon                                             |

### Vydané tituly
| Rok  | Název                                                | Platformy                                                                               | Vývojář                  |
| ---- | ---------------------------------------------------- | --------------------------------------------------------------------------------------- | ------------------------ |
| 2002 | Zanzarah: The Hidden Portal                          | Microsoft Windows                                                                       | Funatics Development     |
| 2013 | Journey of a Roach                                   | Linux, macOS, Microsoft Windows                                                         | Koboldgames              |
| 2013 | Gomo                                                 | macOS, Microsoft Windows                                                                | Fishcow Studio           |
| 2014 | Munin                                                | Linux, macOS, Microsoft Windows                                                         | Gojira                   |
| 2014 | Randal's Monday                                      | macOS, Microsoft Windows                                                                | Nexus Game Studios       |
| 2015 | Decay: The Mare                                      | Linux, macOS, Microsoft Windows                                                         | Shining Gate Software    |
| 2015 | Dead Synchronicity: Tomorrow Comes Today             | Android, iOS, Linux, macOS, Microsoft Windows                                           | Fictiorama Studios       |
| 2015 | Holy Potatoes! A Weapon Shop?!                       | Linux, macOS, Microsoft Windows                                                         | Daylight Studios         |
| 2015 | Skyhill                                              | Android, iOS, Linux, macOS, Microsoft Windows, Nintendo Switch, PlayStation 4, Xbox One | Mandragora               |
| 2015 | Valhalla Hills                                       | iOS, Linux, macOS, Microsoft Windows                                                    | Funatics Software        |
| 2016 | Shooting Stars!                                      | Linux, macOS, Microsoft Windows                                                         | Bloodirony               |
| 2016 | The Virus: Cry for Help                              | Android, iOS, watchOS                                                                   | Popclaire                |
| 2016 | Caravan                                              | Linux, macOS, Microsoft Windows                                                         | It Matters Games         |
| 2016 | Crazy Machines 3                                     | Microsoft Windows                                                                       | Fakt Software            |
| 2016 | Oh My Gore!                                          | Microsoft Windows                                                                       | bumblebee.               |
| 2016 | Candle                                               | Linux, macOS, Microsoft Windows, Nintendo Switch, PlayStation 4, Xbox One               | Teku Studios             |
| 2016 | Shadow Tactics: Blades of the Shogun                 | Linux, macOS, Microsoft Windows, PlayStation 4, Xbox One                                | Mimimi Productions       |
| 2017 | Holy Potatoes! We're in Space?!                      | Linux, macOS, Microsoft Windows                                                         | Daylight Studios         |
| 2017 | Shift Happens                                        | Microsoft Windows, Nintendo Switch                                                      | Klonk Games              |
| 2017 | Relaxing VR Games: Mahjong                           | Microsoft Windows                                                                       | CrazyBunch               |
| 2017 | LEAVES – The Journey                                 | macOS, Microsoft Windows                                                                | ZAR 21                   |
| 2017 | LEAVES – The Return                                  | macOS, Microsoft Windows                                                                | ZAR 21                   |
| 2017 | The Franz Kafka Videogame                            | iOS, Microsoft Windows                                                                  | Denis Galanin            |
| 2017 | Bounty Train                                         | macOS, Microsoft Windows                                                                | Corbie Games             |
| 2017 | Holy Potatoes! What the Hell?!                       | Linux, macOS, Microsoft Windows, Nintendo Switch, PlayStation 4, Xbox One               | Daylight Studios         |
| 2017 | AER Memories of Old                                  | Linux, macOS, Microsoft Windows, Nintendo Switch, PlayStation 4, Xbox One               | Forgotten Key            |
| 2018 | Holy Potatoes! A Spy Story?!                         | Linux, macOS, Microsoft Windows                                                         | Daylight Studios         |
| 2019 | The Great Perhaps                                    | Linux, macOS, Microsoft Windows, Nintendo Switch, PlayStation 4, Xbox One               | Caligari Games           |
| 2019 | Intruders: Hide and Seek                             | Microsoft Windows, PlayStation 4                                                        | Tessera Studios          |
| 2019 | Felix the Reaper                                     | iOS, macOS, Microsoft Windows, Nintendo Switch, PlayStation 4, Xbox One                 | Kong Orange              |
| 2020 | The Suicide of Rachel Foster                         | Microsoft Windows, PlayStation 4, Xbox One                                              | One-O-One Games          |
| 2020 | Iron Danger                                          | Microsoft Windows                                                                       | Action Squad Studios     |
| 2020 | Iratus: Lord of the Dead                             | Linux, macOS, Microsoft Windows                                                         | Unfrozen                 |
| 2020 | Unrailed!                                            | Linux, macOS, Microsoft Windows, Nintendo Switch, PlayStation 4, Xbox One               | Indoor Astronaut         |
| 2020 | Partisans 1941                                       | Microsoft Windows                                                                       | Alter Games              |
| 2020 | Witch It                                             | Microsoft Windows                                                                       | Barrel Roll Games        |
| 2021 | Insurmountable                                       | Microsoft Windows                                                                       | ByteRockers Games        |
| 2021 | CryoFall                                             | Microsoft Windows                                                                       | AtomicTorch Studio       |
| 2021 | Glitchpunk                                           | Microsoft Windows                                                                       | Dark Lord                |
| 2021 | Fling to the Finish                                  | macOS, Microsoft Windows                                                                | SplitSide Games          |
| 2021 | JARS                                                 | Linux, macOS, Microsoft Windows                                                         | Mousetrap Games          |
| 2021 | Shadow Tactics: Blades of the Shogun – Aiko's Choice | Linux, Microsoft Windows                                                                | Mimimi Productions       |
| 2022 | Hidden Deep                                          | Microsoft Windows                                                                       | Cogwheel Software        |
| 2022 | Zombie Rollerz: Pinball Heroes                       | Microsoft Windows                                                                       | Zing Games               |
| 2022 | VELONE                                               | macOS, Microsoft Windows                                                                | ZAR 21                   |
| 2022 | Godlike Burger                                       | Linux, macOS, Microsoft Windows                                                         | Liquid Pug               |
| 2022 | Warpips                                              | Microsoft Windows                                                                       | Skirmish Mode Games      |
| 2022 | Wildcat Gun Machine                                  | Microsoft Windows, Nintendo Switch, PlayStation 4, Xbox One                             | Chunkybox Games          |
| 2022 | Destroyer: The U-Boat Hunter                         | Microsoft Windows                                                                       | Iron Wolf Studio         |
| 2022 | The Heart of the Teddy Bear                          | Microsoft Windows                                                                       | Abenteuerpakete          |
| 2023 | Children of Silentown                                | Microsoft Windows                                                                       | Elf Games, Luna2 Studio  |
| 2023 | Inkulinati                                           | Microsoft Windows                                                                       | Yaza Games               |
| 2023 | Potion Tycoon                                        | Microsoft Windows                                                                       | Snowhound Games          |
| 2023 | Life of Delta                                        | macOS, Microsoft Windows                                                                | Airo Games               |
| 2023 | Barotrauma                                           | Linux, macOS, Microsoft Windows                                                         | FakeFish, Undertow Games |
| 2023 | Rough Justice: '84                                   | Microsoft Windows                                                                       | Gamma Minus UG           |
| 2023 | Wanderful                                            | Microsoft Windows                                                                       | Tiny Roar                |
| 2023 | Wild Woods                                           | Microsoft Windows                                                                       | Octofox Games            |
| 2023 | REVEIL                                               | Microsoft Windows                                                                       | Pixelsplit               |
| 2023 | Magin: The Rat Project Stories                       | Microsoft Windows                                                                       | The Rat Project          |
| 2023 | Capes                                                | Microsoft Windows                                                                       | Spitfire Interactive     |